# Pascale Ehrenfreund
Pascale Ehrenfreund, née le 24 juin 1960, est une astrobiologiste autrichienne. Le 18 juin 2015, elle a été nommée présidente du directoire du Centre allemand pour l'aéronautique et l'astronautique (DLR). En 2019 elle est devenue la première femme présidente de la Fédération internationale d'astronautique (IAF). Elle est aussi chancelière de l'International Space University (ISU) dont elle assure la présidence depuis  septembre 2021.

## Biographie
Pascale Ehrenfreund est une astrophysicienne qui a fait sa thèse à l'université Paris VII et l'université de Vienne, après une maîtrise en biologie moléculaire de l'université de Vienne (Autriche). Elle a poursuivi sa carrière comme post-doc à l'ESA et en France au service d'aéronomie. Elle est titulaire d'une habilitation en astrochimie de l'université de Vienne et d'une maîtrise en gestion et leadership de l'université Webster à Leyde (Pays-Bas).
Pascale Ehrenfreund a été professeur des universités à Nimègue, Leyde et Amsterdam aux Pays-Bas. Elle a été professeure de recherche à l'Institut de politique spatiale de l'Elliott School of International Affairs (en) de l'université George-Washington.  Elle a dirigé le Laboratoire d'astrobiologie à Leyde à l'Institut de chimie depuis 2001, où elle est encore professeur invité. Elle a fait d'importantes contributions scientifiques à l'étude de la chimie interstellaire (galactique et extragalactique), des molécules organiques dans l'espace interstellaire, des surfaces planétaires, des comètes et des météorites ainsi que sur la détection de la vie sur Mars et l'origine de la vie. Depuis 1995, elle a contribué en tant que chercheur principal et coïnvestigateur à plusieurs missions spatiales de la NASA et de l'ESA, y compris les satellites (Infrared Space Observatory, ISO), missions planétaires (Cassini-Huygens, Rosetta, SMART-1, Exomars), des expériences en orbite basse (Biopan) et de la Station spatiale internationale (EXPOSE, Miller). Elle a développé un programme pour des simulations en laboratoire de chimie spatiale dans le cadre du MEX-RCL (Mars Express Recognized Laboratory). Comme professeur d'université, elle a été impliquée dans l'éducation et la sensibilisation du public et est auteur et coauteur de plus de 230 publications scientifiques et de vulgarisation couvrant un large éventail de sujets. Elle a organisé de nombreuses conférences internationales, publié onze livres et présidé plusieurs équipes de recherche en Europe et aux États-Unis.
Pascale Ehrenfreund est vice-présidente du Réseau européen en astrobiologie EANA et investigateur principal du nœud du Wisconsin du réseau NASA Astrobiology Institute. Elle est "Project scientist" du satellite O/OREOS (en) de la NASA, première mission d'astrobiologie du programme Small Payload de la NASA. 
Elle a siégé dans plusieurs comités traitant des questions de stratégie de politique spatiale. Elle a été impliquée dans la définition des activités européennes d'exploration spatiale étant présidente du Groupe des sciences de la vie de la Commission européenne sur les sciences spatiales (ESSC) et a siégé dans les organes consultatifs de l'Agence spatiale européenne en tant que membre de la Vie et du Comité consultatif des sciences physiques LPSAC et les sciences de la vie de travail LSWG du Groupe. Elle a travaillé comme représentant européen au Comité Studies Board spatial américain sur les origines et l'évolution de la vie ainsi que dans le comité de pilotage de l'enquête décennale 2010 CNRC sur la science planétaire. Elle est membre de l'Académie internationale d'astronautique depuis 2010 . De 2012 à 2015, elle est présidente de la Commission 51 (Bioastronomy) de l'Union astronomique internationale (UAI).
En politique spatiale, son intérêt est dédié à la collaboration spatiale internationale et au développement de concepts et de plans d'action pour une future plate-forme d'exploration spatiale durable mondiale. Elle préside le Groupe d'experts sur l'exploration (PEX) du Committee on Space Research (COSPAR) qui prend en charge le développement d'un programme d'exploration de l'espace global à buts scientifiques tout en veillant à préserver les corps du système solaire. Elle étudie également les aspects politiques de l'astrobiologie, en analysant les synergies de l'exploration spatiale et sciences de la Terre et de directions possibles par lesquelles la Terre et sa biosphère (y compris les humains) vont coévoluer à l'avenir.
De septembre 2013 jusqu'à l'été 2015, Pascale Ehrenfreund a été présidente du Fond autrichien pour la science (de) (FWF). Le 18 juin 2015 elle a été nommée présidente du directoire du Centre allemand pour l'aéronautique et l'astronautique, succédant à Johann-Dietrich Wörner qui est devenu président de l'Agence Spatiale Européenne , elle devient ainsi la première femme à diriger un centre de recherche de cette importance en Allemagne. En octobre 2018, elle a été élue pour devenir la prochaine présidente de la Fédération internationale d'astronautique  et a pris ses fonctions en 2019 jusqu'en 2022. En Novembre 2019 elle a été décorée de la Légion d'Honneur. En Mai 2020 elle reçoit un prix de la société Women In Aerospace Europe. En Avril 2021, elle a été nommée présidente de l'ISU , fonction qu'elle a assurée jusqu'en 2024.

## Distinctions
- Prix de la société Women In Aerospace Europe[12].
- Légion d'honneur novembre 2019.
- 2011 NASA Group Achievement Award pour la mission satellite O / OREOS
- Prix Pastoor-Schmeits 2001 pour l'astronomie
- 2001 New Impulse Grand, gouvernement néerlandais
- Prix APART 1996, Académie autrichienne des sciences [12]
- Découvert en 1977, l'astéroïde (9826) Ehrenfreund (2114 T-3) porte son nom depuis 1999 [13].

## Occupations actuelles
- 2016 - Vice-présidente de la Fédération internationale d'astronautique
- 2016 - Vice-chancelière de l'Université Spatiale Internationale
- 2015 - Présidente du directoire du DLR
- 2015 - Vice-présidente de l'Association Helmholtz (Aéronautique-Espace-Transport)
- 2015 - Conseil d'administration, Association universitaire de recherche spatiale USRA, région III